# New Central Airservice
New Central Airservice Co., Ltd. (im Markenauftritt auch NCA, japanisch 新中央航空株式会社 Shin Chūō Kōkū Kabushiki-gaisha) ist eine japanische Fluggesellschaft mit Sitz in Ryūgasaki und Basis auf dem Flughafen Chōfu. Sie ist eine vollständige Tochtergesellschaft der Kawada Kōgyō.

## Geschichte
New Central Airservice wurde 1978 gegründet.
Sie hat seinen Sitz in Ryūgasaki, wobei jedoch der Heimatflughafen im 60 km entfernten Chōfu liegt.

## Flugziele
New Central Airservice betreibt vier Strecken, die die Izu-Inseln mit Chōfu auf der japanischen Hauptinsel verbinden.

## Flotte
Mit Stand März 2023 besteht die Flotte der New Central Airservice aus neun Flugzeugen:
| Flugzeugtyp         | Anzahl | bestellt | Anmerkungen                                             | Sitzplätze |
| ------------------- | ------ | -------- | ------------------------------------------------------- | ---------- |
| Britten-Norman BN-2 | 1      |          |                                                         | 19         |
| Dornier 228 NG      | 8      |          | New Central Airservice ist Erstkunde der Dornier 228 NG | 19         |
| Gesamt              | 9      |          |                                                         |            |